# Eilean Chaluim Chille

Camí cap Eilean Chaluim Chille

Eilean Chalium Chille és una illa deshabitada, localitzada en el grup de les Hèbrides Exteriors, a Escòcia. L'illa està situada enfront de la costa est de l'Illa de Lewis, en la boca del Loch Erisort. Es troba unida a Lewis per un camí alçat.
En l'extrem meridional de l'illa descansen les ruïnes de l'església de Sant Columba. Està protegida com monument històric.
L'illa ocupa una superfície de 110 hectàrees i la seva altitud màxima sobre el nivell del mar és de 43 metres, al cim del Creag Mhor .